# Euxestocis satoi
Euxestocis satoi is een keversoort uit de familie houtzwamkevers (Ciidae). De wetenschappelijke naam van de soort werd in 2003 gepubliceerd door Kawanabe.